# Stazioni Lunari prende terra a Puerto Libre
Stazioni Lunari prende terra a Puerto Libre è il quarto album solista di Ginevra Di Marco.

## Tracce
1. Amara terra mia
2. Saranta palikaria
3. Malarazza
4. Rumelaj
5. Gracias a la vida
6. La martiniana
7. Il canto dei Sanfedisti
8. Les tziganes
9. La leggera
10. Le corsaire Le Grand Coureur (Le corsaire Le Grand Coureur trad.)
11. Amuri